# Uitgeverij Pluim
Uitgeverij Pluim is een onafhankelijke Nederlandse uitgeverij.

## Geschiedenis
De uitgeverij werd op 1 januari 2018 opgericht door Mizzi van der Pluijm en Rianne Blaakmeer nadat de intrede van nieuwe aandeelhouders bij VBK Uitgeversgroep, moederbedrijf van de uitgeverij Atlas Contact, onrust veroorzaakte bij een twintigtal auteurs. Toenmalig Atlas Contact-directrice Mizzi van der Pluijm wilde Atlas Contact overnemen, maar toen dit niet bleek te lukken richtte ze de nieuwe uitgeverij op. De uitgeverij wil meer oog hebben voor de belangen van haar schrijvers en geeft ze inspraak door middel van een coöperatie. Een groter percentage van de opbrengst van een boek gaat naar de auteur. De uitgeverij werkt samen met uitgeverij Das Mag voor de productie, het regelen van auteursrechten en de vertegenwoordiging naar boekhandels toe.

## Schrijvers
Schrijvers van wie werk is uitgegeven door Pluim zijn onder meer Kwame Anthony Appiah, Barbara Baarsma, Hanna Bervoets, Hannah van Binsbergen, Claudia de Breij, Jutta Chorus, Emma Curvers, Anjet Daanje, A.H.J. Dautzenberg, Ellen Deckwitz, Nico Dijkshoorn, Israel van Dorsten, Maarten van der Graaff, Arnon Grunberg, Toine Heijmans, Massih Hutak, Safae el Khannoussi, Esther Kinsky, Michel Krielaars, Yvonne Kroonenberg, Lucky Fonz III, Joris Luyendijk, Lieke Marsman, Ileen Montijn, Garrie van Pinxteren, Jente Posthuma, Samantha Power, Mirjam de Rijk, Salman Rushdie, Roos Schlikker, Jaap Scholten, Dick Swaab, P.F. Thomése, Dimitri Verhulst, Bert Wagendorp, L.H. Wiener, Clarissa Ward en Nachoem M. Wijnberg.

## Samenwerking
Er zijn sinds 2020 verscheidene boeken uitgegeven in samenwerking met podcast Dipsaus. Dipsaus zei in een interview in 2020 ernaar te streven meer boeken te publiceren in samenwerking met Uitgeverij Pluim.